# San Andrés Semetabaj
San Andrés Semetabaj («San Andrés», en honor a San Andrés Apóstol; «Semetabaj», combinación de castellano y kaqchiquel, «botella de piedra») es un municipio del departamento de Sololá, en la República de Guatemala. Cerca de la cabecera municipal existe un yacimiento arqueológico Maya, el cual contiene una docena de templos.
Fue fundado como una de las reducciones o «doctrinas», por los frailes franciscanos durante la época colonial y estaba adscrito al convento franciscano Panajachel. Luego de la Independencia de Centroamérica en 1821, pasó a formar parte del departamento de Sololá/Suchitepéquez; y en 1838 fue parte del efímero Estado de Los Altos hasta que este fue reincorporado al Estado de Guatemala por el general conservador Rafael Carrera en 1840.  Posteriormente, tras la Reforma Liberal de 1871, el 12 de agosto de 1872 el gobierno de facto del presidente provisorio Miguel García Granados creó el departamento de Quiché, al que adjudicó gran parte del territorio de Sololá, aunque San Andrés Semetabaj permaneció en este último.

## Toponimia
De acuerdo con el libro Geonimias de Guatemala de Jorge Luis Arriola, Semetabaj significa «piedra de aspecto vidrioso» y deriva de la voz castellana «semet», alteración de la palabra «limeta», que significa: botella, frasco y por extensión, vidrio: y de la voz kakchiquel «abaj» que quiere decir: «piedra». Originalmente se llamó «San Andrés Limetabaj».[cita requerida]

## Geografía física

### Clima
La cabecera municipal de San Andrés Semetabaj tiene clima templado (Clasificación de Köppen: Csb).
| Parámetros climáticos promedio de San Andrés Semetabaj | Parámetros climáticos promedio de San Andrés Semetabaj | Parámetros climáticos promedio de San Andrés Semetabaj | Parámetros climáticos promedio de San Andrés Semetabaj | Parámetros climáticos promedio de San Andrés Semetabaj | Parámetros climáticos promedio de San Andrés Semetabaj | Parámetros climáticos promedio de San Andrés Semetabaj | Parámetros climáticos promedio de San Andrés Semetabaj | Parámetros climáticos promedio de San Andrés Semetabaj | Parámetros climáticos promedio de San Andrés Semetabaj | Parámetros climáticos promedio de San Andrés Semetabaj | Parámetros climáticos promedio de San Andrés Semetabaj | Parámetros climáticos promedio de San Andrés Semetabaj | Parámetros climáticos promedio de San Andrés Semetabaj |
| Mes                                                    | Ene.                                                   | Feb.                                                   | Mar.                                                   | Abr.                                                   | May.                                                   | Jun.                                                   | Jul.                                                   | Ago.                                                   | Sep.                                                   | Oct.                                                   | Nov.                                                   | Dic.                                                   | Anual                                                  |
| ------------------------------------------------------ | ------------------------------------------------------ | ------------------------------------------------------ | ------------------------------------------------------ | ------------------------------------------------------ | ------------------------------------------------------ | ------------------------------------------------------ | ------------------------------------------------------ | ------------------------------------------------------ | ------------------------------------------------------ | ------------------------------------------------------ | ------------------------------------------------------ | ------------------------------------------------------ | ------------------------------------------------------ |
| Temp. máx. media (°C)                                  | 21.7                                                   | 22.1                                                   | 23.4                                                   | 24.0                                                   | 23.6                                                   | 21.6                                                   | 22.4                                                   | 22.9                                                   | 22.2                                                   | 22.1                                                   | 22.0                                                   | 21.6                                                   | 22.5                                                   |
| Temp. media (°C)                                       | 15.4                                                   | 15.4                                                   | 16.7                                                   | 17.8                                                   | 18.2                                                   | 17.2                                                   | 17.5                                                   | 17.6                                                   | 17.2                                                   | 17.1                                                   | 16.1                                                   | 15.3                                                   | 16.8                                                   |
| Temp. mín. media (°C)                                  | 9.1                                                    | 8.8                                                    | 10.0                                                   | 11.6                                                   | 12.8                                                   | 12.9                                                   | 12.7                                                   | 12.3                                                   | 12.3                                                   | 12.1                                                   | 10.3                                                   | 9.1                                                    | 11.2                                                   |
| Precipitación total (mm)                               | 0                                                      | 5                                                      | 5                                                      | 24                                                     | 87                                                     | 283                                                    | 166                                                    | 162                                                    | 306                                                    | 152                                                    | 50                                                     | 6                                                      | 1246                                                   |
| Fuente: Climate-Data.org                               |                                                        |                                                        |                                                        |                                                        |                                                        |                                                        |                                                        |                                                        |                                                        |                                                        |                                                        |                                                        |                                                        |

### Ubicación geográfica
El municipio está en del departamento de Sololá, a 1945 m s. n. m. y con las siguientes coordenadas: 14°44′42″N 91°08′05″O / 14.74500, -91.13472.
Sus colindancias son:
- Norte: Chichicastenango, municipio del departamento de Quiché
- Sur: Santa Catarina Palopó y San Antonio Palopó, municipios del departamento de Sololá
- Este: Tecpán y Patzún, municipios del departamento de Chimaltenango
- Oeste: Panajachel y Concepción, municipios del departamento de Sololá[9]

|                              | Norte: Chichicastenango                       |                       |
| Oeste: Panajachel Concepción |                                               | Este: Tecpán y Patzún |
|                              | Sur: Santa Catarina Palopó San Antonio Palopó |                       |

A la cabecera municipal se puede llegar desde Sololá por carretera asfaltada (17 km).  Y también es accesible por la ruta hacia Las Trampas que comunica con la CA1 (carretera interamericana, km 117) a través de un tramo de 22 km. Otra ruta más corta (110 km desde la ciudad de Guatemala) es por la antigua carretera a Sololá vía Patzicía, Patzún y Godínez. La distancia entre la Ciudad de Guatemala y San Andrés Semetabaj es de 143 km.

## Gobierno municipal
Los municipios se encuentran regulados en diversas leyes de la República, que establecen su forma de organización, lo relativo a la conformación de sus órganos administrativos y los tributos destinados para los mismos.  Aunque se trata de entidades autónomas, se encuentran sujetas a la legislación nacional. Las principales leyes que rigen a los municipios en Guatemala desde 1985 son:
| N.º | Ley                                                | Descripción |
| --- | -------------------------------------------------- | --- |
| 1   | Constitución Política de la República de Guatemala | Tiene una regulación legal específica para los municipios en los artículos 253 al 262. |
| 2   | Ley Electoral y de Partidos Políticos              | Ley de carácter constitucional aplicable a los municipios en el tema de la conformación de sus autoridades electas. |
| 3   | Código Municipal                                   | Decreto 12-2002 del Congreso de la República de Guatemala. Tiene la categoría de ley ordinaria y contiene preceptos generales aplicables a todos los municipios, e inclusive contiene legislación referente a la creación de los municipios.             |
| 4   | Ley de Servicio Municipal                          | Decreto 1-87 del Congreso de la República de Guatemala. Regula las relaciones entra la municipalidad y los servidores públicos en materia laboral. Tiene su base constitucional en el artículo 262 de la constitución que ordena la emisión de la misma. |
| 5   | Ley General de Descentralización                   | Decreto 14-2002 del Congreso de la República de Guatemala. Regula el deber constitucional del Estado, y por ende del municipio, de promover y aplicar la descentralización y desconcentración económica y administrativa.                                |

El gobierno de los municipios de Guatemala está a cargo de un Concejo Municipal mientras que el código municipal —que tiene carácter de ley ordinaria y contiene disposiciones que se aplican a todos los municipios de Guatemala— establece que «el concejo municipal es el órgano colegiado superior de deliberación y de decisión de los asuntos municipales […] y tiene su sede en la circunscripción de la cabecera municipal». Por último, el artículo 33 del mencionado código establece que «[le] corresponde con exclusividad al concejo municipal el ejercicio del gobierno del municipio».
El concejo municipal se integra con el alcalde, los síndicos y concejales, electos directamente por sufragio universal y secreto para un período de cuatro años, pudiendo ser reelectos.
Existen también las Alcaldías Auxiliares, los Comités Comunitarios de Desarrollo (COCODE), el Comité Municipal del Desarrollo (COMUDE), las asociaciones culturales y las comisiones de trabajo. Los alcaldes auxiliares son elegidos por las comunidades de acuerdo a sus principios, valores, procedimientos y tradiciones, estos se reúnen con el alcalde municipal el primer domingo de cada mes. Los Comités Comunitarios de Desarrollo y el Consejo Municipal de Desarrollo tiene como función organizar y facilitar la participación de las comunidades priorizando necesidades y problemas.

## Historia

### Época colonial
La referencia más antigua sobre la existencia de San Andrés Semetabaj luego de la conquista española es la que aparece en la relación de los conventos franciscanos, escrita por fray Francisco de Zuasa, en 1689, quien menciona a San Andrés Semetabaj como un pueblo dependiente del convento de Panajachel, que constaba de 315 habitantes (297 indígenas y 18 ladinos). Eso permite suponer que los orígenes de San Andrés Semetabaj, se remontan a los principios del período colonial y que, probablemente, fue fundado en los años cuando se procedió a reducir o congregar a los indígenas en poblados (alrededor del año 1540).
En un informe del Alcalde Mayor de Atitlán y Tecpanatitlán (hoy Sololá) don Manuel de Gregorio y Pinillos, escrito en 1765, es mencionado, como San Andrés Semetabaj, con ciento sesenta y siete tributarios, que tenían como ocupación más lucrativa el alquiler de bestias, gracias a la ubicación del pueblo, a orillas del camino real.
En la Descripción Geográfico-Moral de la Diósesis de Goathemala escrita por el arzobispo Pedro Cortés y Larraz en 1770, con ocasión de una visita pastoral a toda Guatemala, se menciona el pueblo de San Andrés Tzemetabah, el que, con una población de trescientas veinte personas era un anexo de la parroquia de San Francisco Panajachel.

### Tras la Independencia de Centroamérica
La región de Atitlán fue uno de los distritos originales del Estado de Guatemala cuando éste fue creado oficialmente en 1825 y pertenecía al departamento de Sololá/Suchitepéquez. En ese año, la Asamblea Legislativa del Estado también dividió al Estado de Guatemala en once distritos para la impartición de justicia, y San Andrés Semetabaj fue parte del circuito de Sololá en el Distrito N.º7 (Sololá), el cual incluía también a Concepción, Panajachel, Santa Catarina Palopó, San Antonio Palopó, San Jorge, Santa Cruz, Santa Lucía Utatlán, Santa Catarina Istaguacán y Argueta.

### El efímero Estado de Los Altos

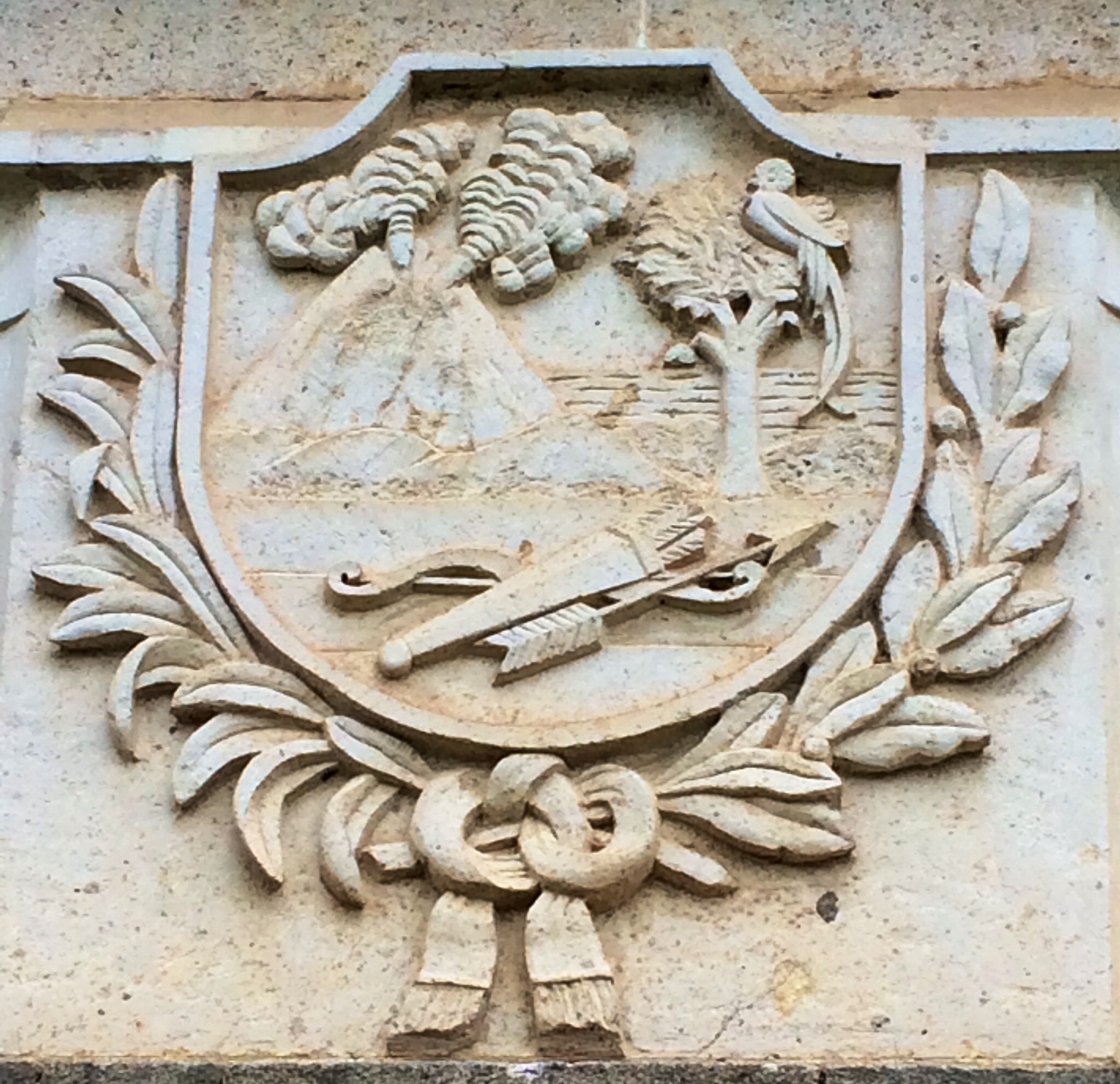
Escudo del Estado de los Altos

A partir del 3 de abril de 1838, San Andrés Semetabaj fue parte de la región que formó el efímero Estado de Los Altos y que forzó a que el Estado de Guatemala se reorganizara en siete departamentos y dos distritos independientes el 12 de septiembre de 1839: 
- Departamentos: Chimaltenango, Chiquimula, Escuintla, Guatemala, Mita, Sacatepéquez, y Verapaz
- Distritos: Izabal y Petén[5]

La región occidental de la actual Guatemala había mostrado intenciones de obtener mayor autonomía con respecto a las autoridades de la ciudad de Guatemala desde la época colonial, pues los criollos de la localidad consideraban que los criollos capitalinos que tenían el monopolio comercial con España no les daban un trato justo.  Pero este intento de secesión fue aplastado por el general Rafael Carrera, quien reintegró al Estado de Los Altos al Estado de Guatemala en 1840.

### Tras la Reforma Liberal de 1871
Luego de la Reforma Liberal de 1871, el presidente de facto provisiorio Miguel García Granados dispuso crear el departamento de Quiché para mejorar la administración territorial de la República dada la enorme extensión del territorio de Totonicapán y de Sololá. De esta cuenta, el 12 de agosto de 1872 el departamento de Sololá perdió sus distritos de la Sierra y de Quiché y se vio reducido únicamente a los poblados de San Andrés Semetabaj, villa de Sololá, San José Chacallá, Panajachel, Concepción, San Jorge, Santa Cruz, Santa Lucía Utatlán, Santa Clara, Santa Bárbara, San Juan de los Leprosos, Visitación, San Pedro, San Juan, San Pablo, San Marcos, Atitlán, San Lucas Tolimán, San Antonio Palopó, Santa Catarina Palopó y Patulul.

## Fiesta titular
La fiesta titular en honor al Patrono San Andrés Apóstol se realiza por lo general en los últimos cinco días de noviembre, el día principal es el 30,  cuando la iglesia católica conmemora a San Andrés Apóstol.
Para la preparación de la fiesta, participa la cofradía de San Andrés, la que se encarga de las actividades religiosas, también se forman comités específicos para actividades culturales y deportivas.